# Kuruntijasz hettita király
Kuruntijasz hettita király (vagy Kurunta(sz), ékírásban mLAMNA) II. Muvatallisz ifjabb fia, aki i. e. 1209 körül felvette a nagy király címet. Feltehető, hogy elődjét, III. Tudhalijaszt erőszakkal távolították el a trónról, és helyére unokatestvére került. A vélemények megoszlanak abban a tekintetben, hogy Kuruntijaszt ki követte a trónon, Neve szerint Tudhalijasz visszaszerezte trónját, és ezután építette újjá Hattuszasz felső városát.

## Élete
Kuruntijasz jelentős személyiség volt trónra lépése előtt is, apja halálától kezdve fontos politikai szerepet játszott a birodalom életében. II. Muvatallisz gyakorlatilag felosztotta két fia, Kuruntijasz és Murszilisz között országát. Hattuszaszt, azzal együtt az északi és keleti részeket kapta Murszilisz, örökölve ezzel az egyiptomi, asszír és kaszka problémát. Kuruntijasz része Tarhuntasszasz, apja egykori fővárosa és annak befolyási övezete, Anatólia déli és nyugati része lett. Ezzel megkezdődött a Hettita Birodalom darabolódása és hanyatlása, amelyet már csak időlegesen lehetett feltartóztatni, és amit az észak-szíriai önálló (vagy önállósuló) hettita fejedelmek sorozata is erősített. Murszilisz országrészében ráadásul feltűnt nagybátyja, Hattuszilisz is, aki újabb darabot hasított ki északon Hattuszasz fennhatósága alól.
Kuruntijasz később nagybátyja, Hattuszilisz királysága alatt is a helyén maradt, így Hatti két részre szakadása gyakorlatilag állandósult. Sőt mivel Hattuszilisz pártjára állt a trónviszályban saját bátyjával szemben, pozíciója tovább erősödött. A kettőjük közt kötött szerződésen Kuruntijasz csak a hurri nevét használta, Ulmi-Teszub néven szignálta azt. (Az Ulmi-Teszub – Kuruntijasz azonosság kérdése még vitatott.) Kuruntijasz névleg Hattuszasz főhatósága alatt önálló külpolitikát folytatott, amelyet többek közt Tavagalavasz levele, számos sziklafelirat és építmények domborművei bizonyítanak. Lukka királyának segítségével háborút vívott Ahhijava ellen is.
Kuruntijasz később III. Tudhalijasszal is kötött szerződést, amelyet bronztáblán rögzítettek. Ebben Tudhalijasz feltétel nélkül elismerte Kuruntasz hatalmát délen és nyugaton. Ez időben Kuruntijasz folytonosan nyugaton háborúzott, mindenekelőtt Parha városának uralma volt kérdés.
Néhány jel arra utal, hogy Tudhalijasz uralkodásának második felében már konfliktusok voltak II. Murszilisz két unokája között. Annyi bizonyos, hogy Kuruntijasz felvette a Nagy Király címet, mivel a Hattuszaszban talált pecsétlenyomatain ez a cím szerepel, de az események menete nem ismert, több lehetséges verzió állítható fel.
Elsősorban az, hogy megszerezte Hatti felett a főhatalmat, akár nyílt lázadással, akár Tudhalijasz halálával. Egyes hattuszaszi építkezések azonban Tudhalijasz nevével lettek ellátva már Kuruntijasz halála után, ezért feltehető az is, hogy Tudhalijasz később visszaszerezte hatalmát. Harmadik verzióként tehető fel, hogy Kuruntijasz utód nélkül halt meg főkirályként, ezért követhette őt Tudhalijasz fia, III. Arnuvandasz. A Hattuszaszban III. Tudhalijasz alatt bekövetkező rombolást Kuruntijasznak tulajdonítják. Otten szerint ezután már Arnuvandasz következett, Neve szerint még Tudhalijasz javíttatta ki a pusztítást.
Sőt lehetséges egy negyedik verzió is, miszerint Kuruntijasz csak az addig is birtokolt saját területein lett hivatalosan is önálló, és ezért vette fel a Nagy Király címet. Ennek egyik bizonyítéka lehet Hartapu személye, akinek szintén ismert a nagykirályi címe, de valószínűleg csak Tarhuntasszasz királya volt.

## Személyének kérdése
A hettitológusok körében még vitatott az a kérdés, hogy Kuruntijasz és Ulmi-Teszub azonos személy-e. Az egyik érv szerint a Tudhalijasz és Kuruntijasz között kötött szerződés utal a korábbi, Hattuszilisz és Kuruntijasz közötti szerződésre, és eszerint az elsőnek egyik feltétele volt Kuruntijasz és Puduhepa házassága. Az Ulmi-Teszub néven szignált Hattuszilisszel kötött szerződés azonban nem tartalmazza ezt a kitételt. Az is igaz azonban, hogy ez utóbbi csak töredékesen maradt fenn, az eleje hiányzik.

## Külső hivatkozások
- Hittites.info

| Előző uralkodó: III. Tudhalijasz | hettita király i. e. 1237 – i. e. 1209 | Következő uralkodó: III. Arnuvandasz (Hatti) Hartapu (Tarhuntasszasz) |